# 페이리토스

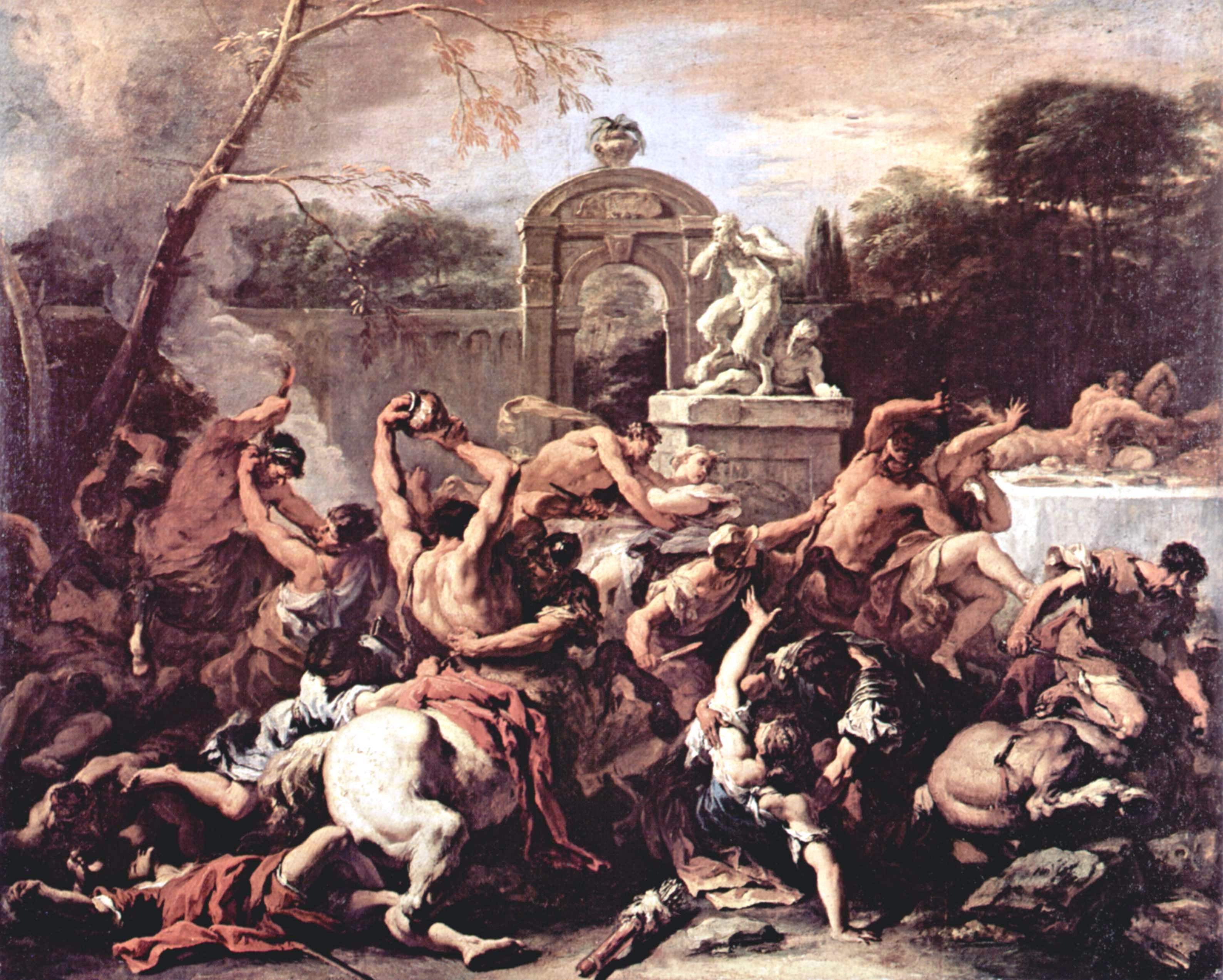

페이리토스(그리스어: Πειρίθους, 페이리투스라고도 함)은 그리스 신화에 나오는 전설적인 부족인 라피타이인들의 왕이다. 그는 히포다메이아와 결혼했는데 이 결혼식에서 유명한 켄타우로마키아가 벌어진다. 그는 익시온 (호메로스의 《일리아스》에서는 제우스의 아들)의 아들로 테세우스와 절친한 친구사이였다.
페이리토스는 테세우스가 용감한 영웅이라는 소식을 듣고 이를 직접 증명하고 싶어서 마라톤 평원에 있는 테세우스의 소떼를 몰고 달아났다. 테세우스는 즉각 페이리토스의 뒤를 추격했는데 마침내 만나게 된 두 사람은 서로에게 깊은 인상을 받고 서로 우정의 맹세를 하였다고 한다. 이 때부터 두 사람은 항상 함께 모험은 했는데 칼리돈의 멧돼지 사냥에도 함께 참가했다.
페이리토스는 히포다메이아와 결혼하기로하고 테살리아 펠리온 산에서 결혼식을 올렸는데 이때 초대 받은 켄타우로스들이 신부를 강간하려고 난동을 부리자 라피아인들과 싸움을 벌여 결국 켄타우로스들은 테살리아에서 쫓겨나고 만다.
테세우스와 페이리토스는 각각 제우스의 딸과 결혼을 하기로 서로 맹세를 했는데, 테세우스는 13살의 헬레네를 납치하여 데려와 나이가 들면 자신과 결혼하기로 했고, 페이리토스는 하계의 여왕인 페르세포네와 결혼하기로 맹세했다. 테세우스와 페이리토스는 지하세계로 내려가 하데스에게 부인을 내놓으라고 말했다. 하데스는 처음에 이들을 환영하는 척하다가 두 사람을 지하세계에 바위에 가두어 버렸다. 나중에 헤라클레스가 지하세계를 찾아왔을 때 테세우스를 구해서 돌아오게 되지만 페이리토스는 하데스의 아내를 탐한 죄 때문에 영원히 지하세계에 남아있게 되었다.